# Salvador Esteve i Figueras
Salvador Esteve i Figueras (Martorell, 29 d'abril de 1945) és un polític català, president de la Diputació de Barcelona del 15 de juliol de 2011 fins al 15 de juliol de 2015, president de l'Associació Catalana de Municipis des del 2007 al 2011, i alcalde de Martorell entre 1987 i 2003 i de nou entre 2007 i el 2015.

## Biografia
Va estudiar comerç i comptabilitat i durant més de vint anys ha treballat d'interventor en una oficina de la Caixa d'Estalvis i Pensions de Barcelona. Va ser membre de l'escoltisme i cap de l'agrupament escolta de 1963-1973. L'any 1977, Salvador Esteve es va afiliar a Convergència Democràtica de Catalunya. Des de l'any 1979 i fins al 1984 va ser regidor a l'ajuntament de Martorell. De l'any 1987 i fins al 2003, va ser l'alcalde de Martorell. Esteve va ser membre del Consell Comarcal del Baix Llobregat des del 1988 al 1995, i en va ser vicepresident primer durant els anys 1991-1995.
A les eleccions al Parlament de Catalunya de 1992, 1995 i 1999 va ser elegit diputat al Parlament de Catalunya per la província de Barcelona.
Després d'estar quatre anys a l'oposició a l'ajuntament de Martorell (2003 - 2007), a les eleccions municipals del 2007 va ser escollit alcalde de Martorell per majoria absoluta. A més, al setembre de 2007, va ser elegit president de l'Associació Catalana de Municipis i Comarques en substitució de Joan Maria Roig i Grau. Més tard, va deixar el càrrec i el substituí Miquel Buch.
Quan va ser president de la Diputació de Barcelona, fou denunciat el juny de 2016 per Maria Rovira (política de la CUP) i dos sindicalistes de CGT, d'ésser responsable d'una presumpta trama de desviament de fons públics. Aquesta denúncia inicia el procés d'investigació conegut com a Operació Estela, que va eixir a la llum el maig de 2018. Va ser detingut en el marc d'aquesta operació el 24 de maig de 2018 junt a vint-i-una persones més.